# حکمرانی بروجرد، لرستان و خوزستان

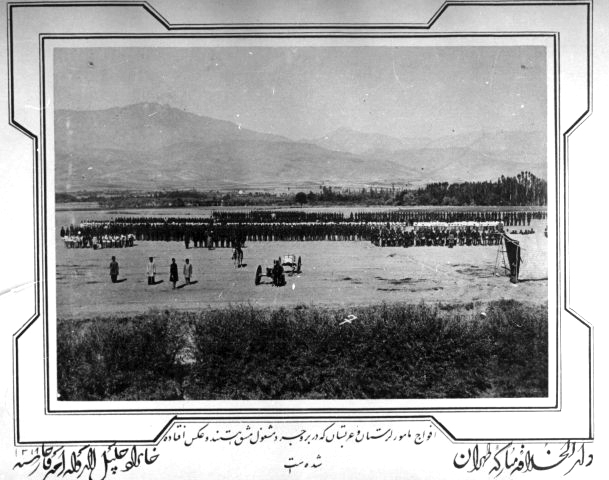

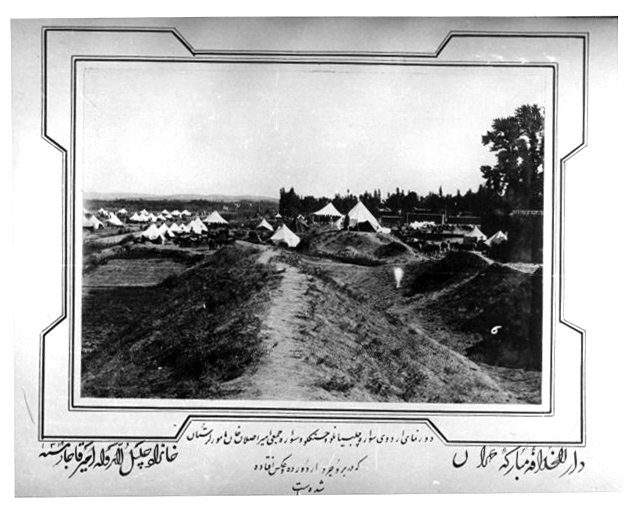

حکمرانی بروجرد، لرستان و خوزستان که با نام‌های دیگری مانند ایالت بروجرد، لرستان و خوزستان نیز ثبت شده‌است نام یک منطقه جغرافیایی و حکومت محلی در بخشی از دوره قاجاریان بوده‌است که تقریباً منطبق با استان‌های لرستان، خوزستان و ایلام امروزی به اضافه بخش‌هایی از چهارمحال و بختیاری، کهگیلویه و بویراحمد، اصفهان، مرکزی،همدان و کرمانشاه بوده‌است. این حکمرانی توسط محمدتقی حسام‌السلطنه فرزند فتحعلی‌شاه قاجار ایجاد و اداره شد. بروجرد مرکز حکومتی «حکمرانی بروجرد، لرستان و خوزستان» بود و به همین دلیل بناهای متعددی در آن ایجاد شد. حکمرانی بروجرد، لرستان و خوزستان تا اوایل دوره پهلوی و عمدتاً با نام «ولایت بروجرد و لرستان» با مرکزیت بروجرد به عنوان حاکم‌نشین این ولایت ادامه یافت. در سال ۱۳۱۸ ه‍.ق حکمرانی بروجرد، لرستان، خوزستان و بختیاری و ایلات و قشون مناطق مذکور به ابوالفتح میرزا سالارالدوله سپرده شد.

## شکل‌گیری حکمرانی
در سال ۱۲۲۴ ه‍.ق فتحعلی‌شاه قاجار حکومت بروجرد و مضافات آن شامل سیلاخور (جنوب بروجرد و دورود) و جاپلق (مناطق ازنا، الیگودرز، شازند، شهرستان گلپایگان، خوانسار، خمین و داران) را به فرزندش محمدتقی‌میرزا سپرد. طی سال‌های بعد، برادر حسام السلطنه، محمودمیرزا حاکم نهاوند و لرستان و خوزستان بود؛ اما به دلیل اهمال وی، نواحی لرستان و خوزستان از تسلط حکومت مرکزی خارج شده بودند. در سال ۱۲۴۲ ه‍.ق محمدتقی میرزا با تقدیم یکصد و بیست هزار تومان پیشکش به دربار و با گلایه از سهل انگاری محمودمیرزا، باعث شد تا علاوه بر حکومت بروجرد، حکمرانی دو ولایت لرستان و خوزستان نیز به وی سپرده شود و به این ترتیب «حکمرانی بروجرد، لرستان و خوزستان» ایجاد شد و بروجرد مقر حکومتی این ناحیه شد و یک سال بعد نیز لقب حسام‌السلطنه از سوی دربار به وی اهدا شد.

## رویدادهای تاریخی
طی سال‌های حکومت حسام السلطنه بر «حکمرانی بروجرد، لرستان و خوزستان» درگیری‌های متعددی بین این حکمرانی و نواحی مجاور روی داد که منجر به گسترش قلمرو یا کوچک شدن حکمرانی مذکور شد. بین سال‌های ۱۲۴۶ تا ۱۲۴۸ قمری درگیری‌هایی بین حسام السلطنه حاکم «بروجرد، لرستان و خوزستان» با محمدحسین میرزا حشمت‌الدوله فرزند محمدعلی‌میرزا دولتشاه حاکم کرمانشاه درگرفت که در نتیجه آن، حشمت‌الدوله، با اهدای مبالغی به دربار تهران و جلب رضایت آنها، لرستان را تصرف کرد و به قلعه خرم‌آباد وارد شد. حسام‌السلطنه برای مبارزه با حشمت‌الدوله عازم کرمانشاه شد اما همزمان شیخعلی‌میرزا برادر حسام السلطنه که حکمران ملایر و تویسرکان بود، در حمایت از حشمت‌الدوله، به بروجرد تاخت و در غیاب حسام‌السلطنه، خانواده وی را محاصره کرد و به این ترتیب، حسام‌السلطنه ناچار به بازگشت به بروجرد و مبارزه با شیخعلی‌میرزا شد که در نهایت حسام‌السلطنه رقیب خود را شکست داد. حسام السلطنه در محرّم ۱۲۴۶ برای سرکوب حشمت‌الدوله به خرم‌آباد رفت اما شکست خورد و ناکام به بروجرد بازگشت. فتحعلی‌شاه، حسام‌السلطنه و محمدحسین‌میرزا و شیخعلی‌میرزا را احضار کرد و با وساطت بین آنها، دستور داد تا حشمت‌الدوله خسارات وارد بر حسام‌السلطنه را جبران نماید. با گذشت یک سال و عدم پرداخت غرامت، مجدداً حسام‌السلطنه به خرم‌آباد حمله کرد و قلعه آن شهر را که در اختیار نصراللّه‌میرزا بود محاصره کرد. همزمان، حشمت‌الدوله با سپاه خود از کرمانشاه به بروجرد تاخت و حسام‌السلطنه به ناچار در محرّم ۱۲۴۸ از محاصره قلعه خرّم‌آباد دست برداشت و به بروجرد بازگشت. طی نبردهای متعددی که صورت گرفت، حسام السلطنه بخش زیادی از نیروهایش را از دست داد و ۴۵ روز در بروجرد در محاصره حشمت‌الدوله قرار گرفت. سرانجام فتحعلی‌شاه، غلامحسین‌خان سپهدار را به عنوان حاکم ولایت بروجرد به آن شهر گسیل کرد تا ضمن منع حشمت‌الدوله از ادامه محاصره، حسام‌السلطنه را به تهران بفرستد. هرچند حسام السطلنه چهار ماه بعد مجدداً به حکومت بروجرد بازگشت اما مدت زیادی دوام نیاورد و سرانجام به تهران بازگشت. در سال ۱۲۵۰ ه‍.ق حسام‌السلطنه با فتحعلی شاه عازم فارس شد ولی شاه در میانه راه درگذشت. با موافقت حسینعلی میرزا فرمانفرما حسام‌السلطنه فرزند فتحعلی شاه که مدعی حکومت بود مجدداً به حکومت بروجرد، لرستان و خوزستان بازگشت. با به سلطنت رسیدن محمدشاه، حسام‌السلطنه از فرمانفرما فاصله گرفت و راهی تهران شد. از مهم‌ترین وقایع نهاوند در سال‌های بعد قیام شاهزاده محمد میرزا خزایی در سال ۱۳۰۴ بود که نهایتاً در سال ۱۳۰۵ با اعدام وی و هواداران او به همراه چند تن از فرزندان این شاهزاده قاجار پایان گرفت،